# La traición
La traición é uma telenovela estadunidense-colombiana exibida pela Telemundo entre 29 de janeiro e 27 de junho de 2008.
A trama é baseada no livro El caballero de Rauzán, do escritor colombiano Felipe Pérez.
Foi protagonizada por Danna García e Mario Cimarro e antagonizada por Virna Flores, Rossana Fernández Maldonado, Mónica Franco, Harry Geithner e Salvador del Solar.

## Sinopse
O enredo está enquadrado em São Marinho do século XIX. O personagem principal da trama, Hugo de Medina, é um homem rico que sofre de catalepsia, doença que matou seu pai e ele tinha de ser enterrado vivo, assim Medina tem medo de sofrer o mesmo fim.
Este homem, considerado misterioso e excêntrico, conhece Soledad de Obregón, uma mulher atraente de caráter incomum para o tempo, que se apaixona e se casou. Soledad está feliz com o casamento, mas o que ela não sabe é que sua mãe Esther aceitou que ela se casou para salvar sua casa de uma dívida horrível. No entanto, isso não acontece, já que Hugo sofre um ataque de catalepsia pouco antes do casamento e, como seu pai, está enterrado vivo. Inesperadamente, Hugo de Medina é salvo da morte pelo casal Burke, um casal que vive fora roubando cadáveres para vendê-los a um cientista, Dr. Max, que experimenta com eles.
Como Soledad descobre que está grávida, ela é forçada por sua família a se casar com Alcides de Medina, o irmão de Hugo, que esconde uma personalidade ressentida e invejosa e que ama muito a Soledad há muito tempo. Alcides, mesmo sabendo a doença que Hugo sofreu, não diz nada, mas aproveita a situação para se casar com Soledad com a suposta desculpa de salvá-la da desgraça de ser mãe solteira. No entanto, Alcides, para manter a fortuna de Hugo, também pretende tornar-se mestre de Montenegro hacienda, que pertencia ao falecido Jeremias Montenegro, cuja esposa, Rebecca, foi assassinado por dar um medicamento a confessar onde teve seu tesouro; Quando ele não fez isso, Rebecca jogou-o pela escada. Mas o Sr. Montenergro deixou sua fortuna para seu empregado confiável, Enrico.
Quando Hugo volta para a cidade, ele descobre que Soledad e Alcides contraíram casamento. Soledad ignora a gravidez e não consegue entender o motivo, então ele se sente traído. Neste momento, ele decide se vingar de ambos. Hugo faz com que Soledad seja internada em um hospital psiquiátrico onde é ajudada pelos conhecidos de Eloisa, uma jovem sobrinha de Rebeca que aproveita os homens, incluindo Alcides e amante do jornalista Francisco.
Soledad explica aos dois que ela viu Hugo e descobre que seu mordomo, chamado Boris, tem algo a ver com sua aparente morte. Por outro lado, tira metade da herança que corresponde ao seu irmão Alcides. E seu irmão Hugo para transferir toda a sua fortuna, deixando-o bater com Arturo de Linares um homem de negócios maligno que odeia Hugo por acreditar que ele estuprou sua irmã, Beatriz, que foi realmente estuprada por Alcides, que deve muito dinheiro.
Em um episódio posterior, Hugo e Alcides estão presos em uma mina, já que Alcides fingiu ser Hugo e o Burke o confundiu, revelando a Soledad e Alcides que Hugo está vivo. Hugo é salvo, mas Alcides está preso. Hugo decidiu deixar a cidade para visitar Soledad pela última vez. Ela entra em seu quarto e a deixa adormecida, quando Hugo tenta sair da sala, Soledad acorda, acredita e diz que é um sonho e pede perdão e beijo. No início, Hugo não pôde e tentou sair, mas Soledad o pára e pede o beijo de novo. Hugo, ainda não querendo beijá-la e quase dormir com Soledad, se ele não se lembrasse da traição sofrida.
Hugo sai e depois, dias depois, sua tia chega, uma mulher muito rigorosa. Hugo decide deixar a cidade, mas no modo em que conhece Fabio um homem quase tão malévolo quanto Arturo de Linares, Fabio não está sozinho com Beatriz. Hugo escapa com Beatriz e então, quando tudo parece ir bem, Fabio aparece e atirou involuntariamente em Beatriz, Hugo leva Beatriz ao hospital e faz amizade com o médico, que pensa que se chama Sebastián Montes e Beatriz, Rita. Depois de Hugo se casar com Beatriz, mas Fabio a sequestrou.
Enrico, ex-empregado de Jeremías Montenegro, faz amizade com Soledad e isso lhe dá uma orquídea azul, que é suposto curar Hugo de sua doença. Embora seus pais e sua tia não concordem com sua amizade, Enrico aparentemente se apaixona por Ursula. A tia, quando percebeu que essa orquídea azul é de Enrico, a ama e ela a destruiu. Mas Soledad e Ursula não a deixam morrer. A tia de Soledad tenta queimar as roupas do bebê de Soledad, mas quando Soledad tenta salvá-la, seu vestido queima um pouco e depois de vê-lo, ela começa a sentir dores na barriga. Hugo recebe as notícias e em uma visão que acredita e diz que Soledad vai perder a filha.
Quando o doutor Max vem examiná-la, ela diz que nada pode ser feito e que o bebê está morto e tem que ser retirado para não ferir Soledad, mas ela resiste. Pouco depois o bebê reage novamente, naquele momento o Dr. Max percebe que o bebê pode sofrer catalepsia, como Hugo de Medina. Algum tempo depois, Hugo encontra o doutor Von Sirak (pai) e eles decidem voltar para a cidade para salvar a filha de Soledad. Chegando à estação de trem, Soledad conhece o médico e fala sobre o nascimento de sua filha, a que o médico decide ajudá-la, mas naquele momento, Soledad vai em busca de Hugo, a quem pensou ter visto. O doutor Max também chega ao lugar e matou o doutor Von Sirak com a espada deixando-o deitado no chão. Na floresta, Hugo e Soledad se encontram, mas ela começa a ter contrações e Hugo leva-a ao Dr. Max. Depois de ter tido o bebê, Hugo finge ser Alcides, seu irmão gêmeo, e assim poder se vingar de todos os que o machucaram, começando com Soledad, que ele acreditava que o traírava com seu próprio irmão. Planeje-se apaixonar-se e depois sair. Quanto aos seus inimigos, ele os faz investir em uma suposta mina de ouro, que só tinha pó de ouro que ele havia enviado para lançar. Gradualmente, Soledad percebe que Alcides tem a mesma personalidade que Hugo que ele pensou ter traído ele com seu próprio irmão.
A Sra. Michelle Phillips, uma milionária que também sofreu catalepsia, lê em um jornal que a filha de Alcides de Medina, Aurora, também sofria desta doença e decide ir para a cidade para ajudá-la junto com o seu mordomo Andrés e Daniel Von Sirak, filho do Dr. Von Sirak.
Arturo de Linares paga os trabalhadores para apressar o trabalho da mina, mas a única coisa que ele fez foi que a mina desabou com Hugo e Soledad por dentro. Ambos sobrevivem e Soledad toma a decisão de deixar Alcides (Hugo), mas ele a pára, ela explica que nem ela, nem Alcides eram amantes, que teve que se casar com Alcides, forçada por sua mãe e Aurora, é filha de Hugo de Medina.
Alcides de Medina retorna depois de ser torturado por um tempo por Beatriz. Quando ele estava morrendo, um homem salva sua vida e ensina técnicas de defesa, e diz-lhe onde está o tesouro do falecido proprietário Jeremías Montenegro. Quando ele encontra o tesouro, Alcides decide fazer uma festa em homenagem a Soledad, enquanto toma a decisão de se dar uma oportunidade com Alcides sem saber que era realmente Hugo e que era o verdadeiro Alcides quem organizava a festa.
Enquanto eles estavam todos na festa, Hugo decide dizer a verdade a Soledad, mas naquele momento aparece uma carruagem, em que Alcides estava viajando, saindo e todos ficaram surpresos com sua chegada. A solidão em sua ingenuidade pensa que é Hugo, mas quando ele se aproxima dele percebe seu erro e Hugo aproveita a oportunidade para confessar que ele fingiu ser seu irmão todo esse tempo. Soledad indignada com os dois irmãos deixa a festa e diz-lhes que não quer vê-los novamente.
Quando os investidores da mina percebem que Hugo de Medina os traiu, fingindo ser outra pessoa, eles decidiram denunciá-lo às autoridades e ele foi preso, além de saquear sua casa. Soledad, Michelle Phillips e Daniel Von Sirak concordam em resgatá-lo, já que Hugo não pode estar em lugares fechados. Os três personagens fazem o possível para levá-lo para fora da delegacia de polícia onde ele é detido e eles conseguem, mas eles temem que ele esteja morto.
Enquanto Arturo de Linares enfrenta Alcides na floresta, porque alguns minutos antes de ele ter descoberto que matara sua irmã Beatriz, Alcides o deixa inconsciente e leva-o a uma cabine velha, onde ele está amarrado com uma mão e acende um mecha que carrega um barril de pólvora para matá-lo. Alcides sai do lugar, mas Arturo, numa tentativa desesperada, corta a mão com um machado que encontrou lá, quase morre sangrando, mas o Dr. Max salva a vida, embora perdeu completamente a mão.
Daniel Von Sirak diz a Soledad que ele tem uma amostra da medicina que seu pai injetou em Michelle Phillips para curá-la de catalepsia, mas não sabia se Hugo de Medina tinha o mesmo composto no sangue que salvou Michelle. Soledad, injeta a amostra em Hugo e ele reage favoravelmente. Hugo de Medina é levado para a casa de Soledad para escondê-lo dos investidores e da polícia, mas seu irmão Alcides o encontra e o leva a um lugar para escondê-lo das pessoas que chegaram à casa de Soledad e então o leva até sua casa. casa
Daniel Von Sirak vai ao laboratório do médico Max para analisar o sangue de Aurora, mas percebe que a menina não tem o mesmo componente que Hugo e Michelle tinham no sangue e que ele os curou da catalepsia. Naquele momento, a polícia chegou e prende Hugo. No julgamento subseqüente, Hugo de Medina se declarou culpado e diz que está disposto a vender sua propriedade para pagar suas dívidas. Alcides de Medina intervém no julgamento e diz às autoridades que pagará as dívidas de seu irmão para serem divulgadas. No entanto, houve outra queixa contra ele, feita por Marina, esposa de Boris, o mordomo de Hugo de Medina, que o acusou de tentativa de homicídio, além de responsabilizá-lo pela perda de seu filho.
Antes desta nova queixa, Hugo de Medina é condenado a travar, mas Alcides diz ao juiz do caso que não há provas conclusivas para acusá-lo e condená-lo à pena de morte, mas o juiz se recusa a ouvir e dá a ordem para ser executada no dia seguinte, antes do nascer do sol. Enquanto em um hospital a personagem de Lucas enquanto agoniza, diz a Soledade que não é sua filha, mas de Jeremías Montenegro. Esther de Obrgón, a esposa de Lucas, diz toda a verdade a Soledad, acrescentando que, embora ela e Jeremías Montenegro tenham sido amantes, ela era a filha de Lucas e queria dar uma vida digna a Soledad, ela inventou para Jeremias que Soledad era sua filha.
Quando estavam na execução da sentença, Boris salvou Hugo de Medina, disparando e cortando o cordão, além disso declarou que ele era inocente. Graças a essa confissão, Hugo foi absolvido das acusações e foi libertado. Esther de Obregón descobre que Lucas foi produto invalido do ataque que sofreu. Daniel descobre que foi o Dr. Max quem matou seu pai. Para vingar-se dele, ele joga um abismo no armário que o médico tinha no seu quarto, onde Max tinha sua esposa morta em um líquido, para recuperá-lo. O doutor Max é jogado junto com o armário e cai, morrendo instantaneamente.
Alcides de Medina leva o corpo de Rebeca ao laboratório do Dr. Max para que ele sofra a culpa, mas ele não sabia que ele havia morrido.

## Elenco
- Danna García - Soledad de Obregón
- Mario Cimarro - Hugo de Medina / Alcides de Medina
- Virna Flores - Eloísa Renán
- César Mora - Guillermo Burke
- Harry Geithner - Francisco/Paco/Paquito
- Salvador del Solar - Arturo de Linares
- Rossana Fernández Maldonado - Beatriz de Linares
- Mónica Franco - Rebeca Montenegro
- Victoria Góngora - Helena Burke
- Luz Stella Luengas - Esther de Obregón
- Germán Rojas- Lucas de Obregón
- Ismael La Rosa - Daniel Von Sirak
- Michelle Vieth- Michelle Phillips
- Flavio Peniche - Boris Monsalve
- Natalia Giraldo - Tia Antonia De Obregón
- Liliana Salazar - Marina de Monsalve
- Sergio González - Doctor Max
- Indhira Serrano - Ursula
- Tiberio Cruz - Hércules
- Ricardo Saldarriaga - El Juez/Amigo de Hugo
- Alejandro Sabogal- Ismael
- Diego Camacho- Danilo
- René Figueroa- Arturo
- Esmeralda Pinzón- Irasema
- Tommy Vásquez - Fabio
- Andrés Martínez - Pablito
- Tania Falquez - Mãe dos irmãos Medina
- Bastian Madiedo- Samuel
- Javier Zapata- Matias
- César Vargas- Grogorio
- Óscar González
- Mauricio Bravo- Alberto
- Sigifredo Vega - Dono do Bar
- Juan Carlos Bedoya- Sinfin
- Laila Viera- Luana
- Germán Rojas - Lucas de Obregón
- Luis Fernando Bohórquez - Armando De Medina
- Alberto Sornosa- Mameluco
- Juan Carlos Arboleda- Sacarias
- Eduardo Carreño- Chema
- Diego Giraldo- Macario Montes
- Paulo Quevedo - Wladimir Cuencas
- Fernando Corredor - Advogado